# 孫肇興
孫肇興（1583年—1661年），字興公，號振生，山東莘縣人，明末清初政治人物，同進士出身。

## 生平
天啟二年（1622年）登壬戌科進士，授山陽縣知縣。天啓七年（1627年）任江南（應天）鄉試同考官。崇祯四年（1631年）升工部虞衡司主事，管理盔甲厂，五年因上疏建言，被降级、革职。後起复兵部武库司主事。
明亡後仕清。順治元年（1644年），授山西天津兵備道參議。順治二年（1645年）升山西學政、山西按察司副使、布政使司參政。順治三年（1646年）改江南右布政使。順治八年（1651年）改廣西左布政使。順治十三年（1656年）任宗人府府丞、工部右侍郎，后改工部左侍郎。